# 稲葉圭亮
稲葉 圭亮（いなば けいすけ、1886年12月10日 - 1975年12月11日）は、日本の政治家。衆議院議員（1期）。

## 経歴
新潟県出身。東京帝国大学法学部に入り、上杉慎吉の下で憲法学と社会学を学ぶ。在学中に七生社を結成する。1917年に同大学を卒業。翌年、中国に渡り、大総統府に勤務する。帰国後は法政大学講師となり、東亜研究所に勤務し、1942年の第21回衆議院議員総選挙（いわゆる「翼賛選挙」）で新潟2区（当時）から翼賛政治体制協議会の推薦を受けて当選する。当選後は大政翼賛会政調会商工委員、事務局参与となった。終戦後の1945年に無所属倶楽部に加入したが、翌年公職追放となった。
1975年死去。

## 親族
- 弟：稲葉修 - 自由民主党衆議院議員。法務大臣。